# Никола Николов (кмет)
Вижте пояснителната страница за други личности с името Никола Николов.
Никола Богомиров Николов е български стопански деец.

## Биография
Роден е на 10 май 1940 г. в с.Берсин, Кюстендилски окръг. Завършва висше образование в Академията за обществени науки и социално управление през 1974 г. От 1959 г. работи в Родопския минен басейн като флотиер и началник смяна. От 1982 г. е на работа в Окръжния комитет на БКП в Кюстендил. През 1988 г. е избран за заместник-председател на Общински народен съвет – Кюстендил и председател на комисията по социални дейности. От 1 юли 1990 г. до 1 декември 1990 г. е председател на Изпълнителния комитет на Общински народен съвет – Кюстендил.